# 1050年
| 千纪： | 2千纪 |
| 世纪： | 10世纪 \| 11世纪 \| 12世纪 |
| 年代： | 1020年代 \| 1030年代 \| 1040年代 \| 1050年代 \| 1060年代 \| 1070年代 \| 1080年代                                                           |
| 年份： | 1045年 \| 1046年 \| 1047年 \| 1048年 \| 1049年 \| 1050年 \| 1051年 \| 1052年 \| 1053年 \| 1054年 \| 1055年                                 |
| 纪年： | 庚寅年（虎年）；契丹重熙十九年；北宋皇祐二年；西夏延嗣寧國二年，天祐垂聖元年；大理保安六年；南天国景瑞二年；越南崇興大寶二年；日本永承五年 |

## 大事记
- 厄蒙德·斯萊姆继位瑞典国王。
- 优陀耶迭多跋摩二世继位柬埔寨吴哥王朝国王。
- 米海羅·孚歐意斯拉夫雷維奇继任塞尔维亚君主。

## 出生
- 11月11日——亨利四世，神圣罗马帝国皇帝（1106年去世，56岁）
- 斯维亚托波尔克二世·伊贾斯拉维奇，罗斯王公（逝世于1113年，63岁）
- 亚罗波尔克·伊贾斯拉维奇，罗斯王公，（逝世于1086年，36岁）
- 腓特烈一世，士瓦本公爵（1105年去世，55岁）
- 米芾，初名黻，字元章，北宋书法家和画家（1107年去世，57岁）
- 謝良佐，北宋学士（逝世于1103年，53岁）

## 逝世
- 蘇利耶跋摩一世，高棉国王
- 佐伊女皇一世（978年－1050年，72岁），拜占庭帝國共治女皇。
- 阿農德·雅各布，瑞典君主（出生于1000年或1008年，50或42岁）